# Jan Šimara
Jan Šimara (* prosinec 1985 Zlín) je český hráč deskové hry Go. Je mistrem Evropy z roku 2012 a prvním českým profesionálním hráčem go.

## Životopis
Poprvé se zúčastnil turnaje ve svých 14 letech v roce 1998 v Olomouci, kdy svou goistickou kariéru započal výhrou 5:0. Po odehrání 2 turnajů v go následovala v jeho kariéře pauza, která byla způsobena tím, že se stále ještě intenzivně věnoval šachu. K hře go se vrátil po čtyřech letech v roce 2002 v Olomouci a opět zvítězil ve všech partiích. Dle srovnání výkonnostní hráčů go v ČR si J. Šimara udržel stejný trend, jako několik ostatních špičkových hráčů v ČR. V následujících letech se začal věnovat přednostně go. Během jednoho roku postoupil ze 14 kyu na 5 kyu. První danovou třídu vybojoval po třech letech od svého návratu v roce 2005. Do roku 2011 se věnoval hře go při studiu na UTB ve Zlíně, které úspěšně zakončil obhajobou diplomové v podobě interaktivní učebnice informatiky. Po ukončení studia se nadále věnoval sportovní kariéře v deskové hře go. Po získání titulu Mistr Evropy z roku 2012 se začal věnovat karetní hře Poker, jejíž hrou se několik následujících let živil. Ve stejném roce -2012- dosáhl výkonnostní třídy 6 dan. Na přelomu 2014/2015 absolvoval roční stáž v Pekingu zaměřenou na zlepšovaní herní výkonnosti. V současnosti (2020) se řadí mezi českou goistickou špičku. V roce 2023 vyhrává evropsky profesionální kvalifikační turnaj a stává se tak prvním českým profesionálním hráčem go.  

## Herní úspěchy
- 1. místo na sedmé evropské profesionální kvalifikaci v 2023, Mokrá-Horákov, (Česká republika)
- 2. místo na Mistrovství Evropy týmů v 2014[11][12], Rumunsko (Sibiu)
- 1. místo na Mistrovství Evropy týmů[13][14] v 2013, Polsko, Olsztyn
- 2. místo na Mistrovství Evropy týmů v 2012[15][16][17], Německo, Bonn
- 1. místo v Mistrovství Evropy[18][19] v 2012, Německo, Bonn
- 6. místo v turnaji týmů SportAccord World Mind Spord Games v 2011, Čína, Peking
- 7. místo Mistrovství světa studentů[20][21] v 2011, Japonsko, Tokio
- 5. místo v turnaji týmů na Olympiádě duševních sportů v 2008, Čína, Peking